# 중국바위다람쥐
중국바위다람쥐 또는 페레다비드바위다람쥐(Sciurotamias davidianus)는 다람쥐과에 속하는 설치류의 일종이다. 중국의 토착종으로 중국 동부와 서부 지역의 암반 서식지에서 널리 발견된다. 주로 육상성 동물이며 전체적으로는 희미한 올리브-회색이며, 하체로 갈수록 연한 색을 띤다. 눈 주위에 독특한 연한 색의 테두리가 있으며, 뺨에 진한 반점 무늬가 있다. 가끔 (그러나 색깔이 아주 다양한) 팔라스다람쥐와 혼동을 일으킨다. 벨기에에 도입된 개체군이 처음에는 페레다비드바위다람쥐로 잘못 인식되었다.